# Alfred Delacour
Pour les articles homonymes, voir Delacour.
Pierre-Alfred Lartigue, dit Alfred Delacour ou Alfred-Charlemagne Delacour, né le 3 septembre 1817 à Bordeaux et mort le 31 mars 1883 à Paris 9e, est un dramaturge et un librettiste français.

## Biographie
Fils du pharmacien et chimiste François Lartigue (1767-1842) et de Madeleine Delacour (1779-1871), neveu de Pierre Delacour, professeur à l’école des beaux-arts de Bordeaux Lartigue a été reçu docteur en médecine à Paris en 1841.
Sa première pièce, qu’il a signée « Delacour », qui était le nom de sa mère, a été jouée au Gymnase en 1847 ; elle avait pour titre l’Hospitalité d’une grisette. Le succès obtenu par cette pièce a engagé son auteur à continuer. Quelques années plus tard, il quitte l’exercice de la médecine et signe depuis un grand nombre de pièces, écrites pour la plupart en collaboration, pour les scènes de genre. Auteur prolifique, ses collaborateurs habituels sont Eugène Labiche et Clairville, Paul Siraudin, Eugène Moreau, Lambert-Thiboust, Marc-Michel, Léon Morand (d) , etc. à plusieurs vaudevilles.
Ses principales œuvres sont : le Courrier de Lyon, drame en cinq actes avec Siraudin et Moreau ; la Cagnotte et Célima et le Bien-Aimé, avec Labiche.
Il épouse, le 1er juin 1867, à Paris 2e, Philippine Louise Marie Judith Laub, née le 2 janvier 1814, à Lutry en Suisse et morte, le 8 octobre 1895, à Neuilly-sur-Seine.
Le couple habitera quelques années à Arromanches-les-Bains, rue de la Campagne,.
Mort du diabète en son domicile, 39 rue de Châteaudun, il est inhumé temporairement, le 2 avril 1883, au cimetière parisien de la Chapelle,, son corps est ensuite transféré quelques jours plus tard au cimetière de la Chartreuse à Bordeaux dans le caveau de la famille Lartigue-Delacour. Il est mort pauvre, s’étant donné la tâche de payer les dettes de son père, ce à quoi était parvenu, mais au prix des plus grands sacrifices, ayant dû vendre son répertoire au-dessous de sa valeur pour faire honneur à sa signature. De plus, il avait pourvu à l’éducation du fils d’un de ses meilleurs amis, Nérée Desarbres, qui était mort sans laisser de fortune.

## Titre et décoration
- Chevalier de la Légion d'honneur (décret du 7 août 1867).

## Publications

### Médecine
- Questions sur diverses branches des sciences médicales : thèse, 1841.
- Manuel des goutteux, 1886.
- La Médecine des premiers soins, 1872.
- Hygiène des goutteux, 1870.
- Goutte et rhumatismes, de leur traitement par les pilules de Lartigue, manuel des goutteux, 1870.
- Du traitement de la goutte par les pilules de Lartigue et de leur emploi dans les cas de rhumatisme, Paris, Germer-Baillière, 1847 (réimpr. 1850, 1859), viii-302 p., in-8º (OCLC 956538539, lire en ligne sur Gallica).
- De l’angine de poitrine, 1846.

### Théâtre
- avec Clairville, Aux enfers, revue, 1837.
- avec Clairville, Les Mines de blagues, 1838.
- De l’angine de poitrine : ouvrage médical, Paris, 1846 (lire en ligne sur Gallica).
- avec Mathieu Barthélémy Thouin, L'Hospitalité d'une grisette, vaudeville, Théâtre du Gymnase, 1847.
- Polkette et Bamboche, vaudeville en un acte, Théâtre des Délassements-Comiques, 1847.
- avec Paul Siraudin, Le Chevalier de Beauvoisin, vaudeville en deux actes, 1848.
- avec Lajariette, L'Ange de ma tante : vaudeville, Paris, 1851 (lire en ligne sur Gallica).
- avec Beaufils, Le Feu sous la cendre : vaudeville en deux actes, Paris, 1848.
- avec Eugène Moreau, Paul Siraudin, Les Peureux : vaudeville, Paris, 1851 (lire en ligne sur Gallica).
- avec Eugène Moreau et Paul Siraudin (théâtre Montansier (7 avril 1849)), E.H. : comédie-vaudeville en un acte, Paris, Calmann Lévy, 1885, 48 p. (OCLC 612365779, lire en ligne).  — Cette comédie-vaudeville en un acte a été traduite en 1849 en russe par Pavel Feodorov (ru) sous le titre de Az et Fert (Аз и ферт) et adaptée trois fois sous cette forme au cinéma en 1946, 1981 et 2000.
- Ce qui manque aux grisettes : vaudeville en trois actes, Paris, 1851 ([bpt6k64980390 lire en ligne] sur Gallica).
- avec Mathieu Barthélémy Thouin, Le Gibier du roi, vaudeville, 1849.
- Le Mobilier de Bamboche, vaudeville, 1849.
- Les Deux Sans-culottes, un acte, d'Eugène Moreau, Paul Siraudin, Paris, 1851 (lire en ligne sur Gallica).
- avec Eugène Grangé, Les Faubourgs de Paris, vaudeville en cinq actes, 1849.
- avec Marc-Michel Sans le vouloir, comédie, 1849.
- avec Eugène Moreau, La Tante Loriot, vaudeville, 1850.
- Le Courrier de Lyon d'Eugène Moreau, Paul Siraudin, Théâtre de la Gaîté, Paris, 1851 (lire en ligne sur Gallica).
- avec Lambert-Thiboust, Les Trois Dondon, Paris, Théâtre du Vaudeville, Beck, 14 p. (lire en ligne sur Gallica).
- avec Eugène Grangé, English exhibition, vaudeville en deux actes, Théâtre du Palais-Royal, 1851.
- avec Adolphe Guénée Deux Toqués, vaudeville, 1851.
- avec Adolphe Guénée, Gâchis et Poussière, revue en trois actes, 1851.
- Une femme qui trompe son mari d'Eugène Moreau, Théâtre du Gymnase-Dramatique, 1851.
- avec Lambert-Thiboust, Le Diable,  1851.
- Une paire de pères d'Eugène Moreau, Paul Siraudin, Théâtre des Variétés, Paris, 1851 (lire en ligne sur Gallica).
- Paris qui dort de Lambert-Thiboust, Théâtre des Variétés, Paris, 1851 (lire en ligne sur Gallica).
- avec Eugène Moreau Trois Amours de pompiers, vaudeville, 1852.
- Un service d'ami, vaudeville, 1852.
- avec Armand Montjoye,  Une rivière dans le dos, vaudeville, 1852.
- avec Adolphe Guénée Voilà le plaisir, Mesdames !, vaudeville, 1852.
- 1853 Diane de lys et de camélias, parodie de Lambert-Thiboust, lire en ligne sur Gallica.
- avec Clairville, Lambert-Thiboust, L'amour qué qu'c'est que ça ! : vaudeville, Paris, 1851 (lire en ligne sur Gallica).
- avec Adolphe Guénée Les Variétés en 1852, revue, 1853.
- avec Paul Siraudin, Les Vins de France, vaudeville, 1853.
- avec Eugène Labiche, Raymond Deslandes, Théâtre des variétés, On dira des bêtises, 1853.
- avec Eugène Labiche, Eugène Moreau, Théâtre du Palais-Royal, Une charge de cavalerie, vaudeville en un acte, 1853.
- avec Armand Monjoye, Charles de La Rounat Un homme entre deux airs, vaudeville, 1853.
- avec Léon Morand, Adolphe Guénée, Lambert-Thiboust, Un chapeau qui s'envole, vaudeville en un acte, 1853.
- Une femme qui se grise : vaudeville, Paris, 1851 (lire en ligne sur Gallica).
- Les Souvenirs de jeunesse, comédie en quatre actes de Lambert-Thiboust, Paris, 1851 (lire en ligne sur Gallica).
- avec Marc-Michel, Paul Siraudin, La Rose de Bohême : vaudeville, 1854 (lire en ligne sur Gallica).
- avec Eugène Moreau Le Dernier des Mohicans, vaudeville, 1854.
- avec Adolphe Jaime Les maris me font toujours rire, vaudeville, 1854.
- avec Lambert-Thiboust, Les Mystères de l'été, vaudeville en cinq actes, 1854.
- avec Eugène Grangé, Lambert-Thiboust, Les Rues de Paris, mélodrame, 1855.
- Avait pris femme le Sire de Framboisy !, revue de Lambert-Thiboust, Théâtre du Palais-Royal, Paris, 1851 (lire en ligne sur Gallica).
- avec Eugène Moreau, Paul Siraudin Le Gendre de M. Pommier, vaudeville en trois actes, 1855.
- avec Adolphe Jaime, Les Noces de Merluchet, vaudeville en trois actes, 1855.
- Les Oiseaux de la rue, comédie en trois actes et quatre tableaux de Lambert-Thiboust, Paris, 1851 (lire en ligne sur Gallica).
- avec Paul Siraudin, Le Télégraphe électrique, comédie en trois actes, 1855.
- avec Paul Siraudin, Alfred Delacour et Lambert-Thiboust, Un bal d'auvergnats, Théâtre du Palais-Royal 1855.
- avec Auguste Supersac, Pst ! Pst ! : vaudeville en un acte, Paris, 1851 (lire en ligne sur Gallica).
- avec Eugène Moreau Un service à Blanchard, vaudeville, 1855.
- Lanterne magique, pièce comique en trois actes et dix tableaux de Clairville, Lambert-Thiboust, 1856.
- avec Gustave Harmant, Cinquante-cinq francs de voiture, vaudeville, 1856.
- avec Paul Siraudin, Théâtre du Palais-Royal, La Queue de la poêle, 1856.
- avec André de Goy, Monsieur va au cercle, vaudeville, 1856.
- avec Paul Siraudin, La dame de Franc-Boisy : vaudeville, s. n., 1856.
- avec Léon Morand Un homme de robe, vaudeville, 1856.
- Les Dragées du baptême, à propos en 1 acte, à l'occasion du baptême du Prince Impérial, Paris, Palais royal, 14 juin 1856, Beck, 1856.
- Vente d'un riche mobilier : vaudeville en un acte de Paul Siraudin, Paris, 1851 (lire en ligne sur Gallica).
- avec Henri Dupin Deux Hommes du Nord, vaudeville, 1857.
- Le Nez d'argent : vaudeville en 1 acte, Paris, Variétés, 21 décembre 1856, Michel Lévy frères, 1857.
- avec Paul Siraudin et Lambert-Thiboust, La Veuve aux camélias, vaudeville, 1857.
- avec Achille Bourdois, La Villa des amours, vaudeville en deux actes, 1857.
- avec Lambert-Thiboust, Les Vaches landaises : revue, Paris, Théâtre du Palais-Royaloclc=, 1851 (lire en ligne sur Gallica).
- avec Eugène Cormon, Eugène Grangé Les Gardes du roi de Siam, pièce en un acte, 1857.
- avec Émile de Najac,  Monsieur et Madame Rigolo, vaudeville en un acte Théâtre du Palais-Royal, 1857.
- avec Édouard Plouvier et François Llaunet, Les Orphelines de Saint-Sever, comédie-vaudeville en un acte, 1858.
- Le Punch Grassot : vaudeville en 1 acte avec Eugène Grangé, Théâtre du Palais-Royal, Paris, 1851 (lire en ligne sur Gallica).
- Deux Merles blancs, vaudeville, avec Eugène Labiche, théâtre des Variétés, 1858.
- avec Eugène Labiche, En avant les Chinois !, revue théâtre du Palais-Royal.
- avec Henri Dupin La Chèvre de Ploërmel, vaudeville, 1859.
- avec Eugène Labiche, Voyage autour de ma marmite, vaudeville, 1859.
- avec Alfred Delacour et Léon Morand Un mari à la porte, opéra, 1859.
- L'Omelette du Niagara, revue de l'année 1859 en 3 actes et une infinité de tableaux d'Alfred Delacour, Joseph Dormeuil et Lambert-Thiboust, Paris, 1851 (lire en ligne sur Gallica).
- avec Paul Siraudin, Adolphe Choler, Fou-Yo-Po : étude de mœurs chinoises en un acte, Paris, 1860 (lire en ligne sur Gallica).
- La femme doit suivre son mari, comédie en un acte, Théâtre du Vaudeville, 1860.
- L'Amour en sabots, vaudeville en un acte d'Eugène Labiche, Théâtre des Variétés, Paris, 1851 (lire en ligne sur Gallica).
- avec Eugène Labiche, Théâtre du Palais-Royal, La Sensitive, vaudeville en trois actes, 1860.
- avec Marc-Michel Les Amours de Cléopâtre, comédie en trois actes, 1860.
- avec Paul Siraudin, Gustave Harmant, Théâtre du Palais-Royal, Le Capitaine Georgette : vaudeville en un acte, Paris, 1851 (lire en ligne sur Gallica).
- Réduction de rédemption, parodie par Eugène Grangé, Lambert Thiboust, Théâtre du Palais-Royal, Paris, 1851 (lire en ligne sur Gallica).
- avec Paul Siraudin, Une femme aux cornichons : vaudeville en un acte, Paris, 1851 (lire en ligne sur Gallica).
- avec Eugène Labiche, J'ai compromis ma femme, comédie en un acte Théâtre du Gymnase, 1861.
- Les Danses nationales de France : vaudeville en 3 actes et 5 tableaux, de Clairville, Alfred Delacour et Lambert-Thiboust, théâtre des Variétés, Paris, 1851 (lire en ligne sur Gallica).
- avec Alfred Delacour et Léon Morand, La belle-mère a des écus, vaudeville en 3 actes, Théâtre du Palais-Royal, 1861.
- avec Marc-Michel, Les Voisins de Molinchart, vaudeville en trois actes, 1861.
- avec Clairville, Lambert-Thiboust, Ya mein herr, vaudeville en trois actes, 1861.
- avec Paul Siraudin et Ernest, Les Perruques : parodie-revue en 2 actes et 3 tableaux, Paris, Palais-royal, 17 décembre 1862, Édouard Dentu, 1862.
- avec Paul Siraudin, Alfred Delacour et Adolphe Choler, Après le bal : comédie en un acte, Paris, 1862 (lire en ligne sur Gallica).
- avec Paul Siraudin, On demande une lectrice : comédie-vaudeville en 1 acte, Paris, Palais-royal, 18 décembre 1861, Michel-Lévy frères, 1862.
- avec Eugène Labiche, 1862 Les Petits Oiseaux, comédie en trois actes Théâtre du Vaudeville.
- avec Eugène Labiche Le Premier Pas, comédie en un acte, 1862.
- avec Henri Thiéry La Chanson de Marguerite, pièce en deux actes, 1863.
- avec Eugène Labiche, Théâtre du Palais-Royal, Célimare le bien-aimé, sous-titre=vaudeville en 3 actes, 1863.
- avec Eugène Labiche Permettez, Madame !…, Comédie, 1863.
- avec Alfred Delacour, Théâtre du Palais-Royal Monsieur boude, scènes de la vie conjugale en un acte, 1864.
- avec Eugène Labiche, La Cagnottelire en ligne=lire en ligne sur Gallica : comédie en cinq actes, Paris, Théâtre du Palais-Royal, 1851.
- avec Eugène Labiche, Théâtre Impérial de Compiègne, Le Point de mire, comédie en quatre actes, 1864.
- avec Ernest Blum, Les Femmes sérieuses : comédie-vaudeville en 3 actes, Paris, Palais-Royal, 2 juillet 1864, Édouard Dentu, 1864.
- avec Eugène Labiche L'Homme qui manque le coche, comédie en trois actes, Théâtre des Variétés,, 1865.
- , avec Eugène Labiche, Premier prix de piano, vaudeville, Théâtre du Palais-Royal, 1865.
- avec Eugène Labiche, Le Voyage en Chine, opéra-comique, 1865.
- La Bergère de la rue Monthabor, comédie en quatre actes de Théodore de Banville, Paris, 1851 (lire en ligne sur Gallica).
- avec Eugène Labiche, Le Fils du brigadier, opéra-comique en trois actes, 1867.
- avec Eugène Labiche et Adolphe Choler, Théâtre du Palais-Royal Les Chemins de fer, vaudeville en 5 actes, 1867.
- avec Eugène Labiche, Le Corricolo, opéra-comique en trois actes,1868.
- avec Alfred Delacour et d'Eugène Labiche, Le Choix d'un gendre, pochade en un acte, Théâtre du Vaudeville, 1869.
- avec Léon Morand, Une nuit au champagne : comédie-vaudeville en 1 acte, Paris, théâtre du Vaudeville, 11 février 1869, Librairie dramatique, 1869.
- avec Eugène Labiche, Le Dossier de Rosafol, comédie, 1869.
- avec Alfred Erny, La Roulette, pièce en trois actes, 1869.
- avec Bernard Lopez, La Rue des Marmousets : comédie en 3 actes, Paris, Château-d'Eau, 21 février 1870, Édouard Dentu, 1870.
- avec Eugène Labiche, L'Ennemie, comédie en trois actes, 1871.
- avec Alfred Delacour et Louis Leroy, Les Reflets, comédie en trois actes, 1871.
- avec Eugène Labiche, Théâtre des Variétés, La Mémoire d'Hortense, comédie en un acte, 1872.
- avec Alfred Delacour et Hector Crémieux, Théâtre des Variétés, La Veuve du Malabar, opéra-bouffe en trois actes, 1873.
- Une femme qui ment, comédie, 1874.
- avec Louis Leroy, Les Mormons à Paris, Théâtre des Variétés, 1874.
- avec Alfred Delacour et Alfred Erny, Une chance de coquin, pièce en un acte, 1874.
- avec Alfred Erny, Partie pour Saumur, vaudeville en un acte, 1875.
- Retour du Japon, comédie en un acte d'Alfred Delacour et Alfred Erny, Paris, 1851 (lire en ligne sur Gallica).
- Le Bois du Vésinet : vaudeville en un acte, d'Alfred Delacour, Théâtre des Variétés, Paris, 1851 (lire en ligne sur Gallica).
- avec Alfred Hennequin, Le Procès Veauradieux (en), comédie en trois actes, Théâtre du Vaudeville, 1875.
- avec Alfred Hennequin, Poste restante : comédie en 3 actes, Paris, Palais-royal, 9 mars 1876, A. Allouard, 1878.
- avec Paul Roger, La Sortie de bal : comédie en 1 acte, Paris, Vaudeville, 10 avril 1876, Édouard Dentu, 1876.
- avec Clairville, Jeanne, Jeannette et Jeanneton : opéra-comique en 3 actes et 1 prologue, musique de M. P. Lacome, Paris, Folies-Dramatiques, 27 octobre 1876, Enoch, 1907.
- avec Eugène Labiche, Théâtre des Variétés Le roi dort, 1876.
- avec Alfred Delacour et Alfred Hennequin, Les Dominos roses, comédie en trois actes, 1876.
- La Tzigane, opéra-comique en trois actes, adaptation française de l'opérette « Die Fledermaus » (1874) sur un texte de Victor Wilder, Théâtre de la Renaissance, 1877.
- La Lune sans miel, vaudeville en trois actes de Charles Varin, Théâtre du Palais-Royal, 1877.
- avec Élie Frébault Oncle, Tante et Neveu, comédie en un acte, 1877.
- avec Alfred Hennequin, Le Phoque : comédie en 3 actes, Paris, Palais-royal, 18 décembre 1877, A. Allouard, 1878 (lire en ligne).
- avec Georges Mancel, Le Mari d'Ida, comédie en trois actes, Théâtre du Vaudeville, 1878.
- avec Hippolyte Rimbaut, Les Échéances d'Angèle, comédie en un acte, 1878.
- avec Clairville, Eugène Grangé, Coco : vaudeville en cinq actes, Paris, Théâtre des Nouveautés, 1851 (lire en ligne sur Gallica).
- avec Eugène Grangé, Le Sapeur de Suzon : vaudeville en 1 acte, Paris, Nouveautés, 20 octobre 1879, A. Allouard, 1880.
- avec Raymond Deslandes, La Perruque : comédie en un acte, Librairie théâtrale, 1894.
- Pâques fleuries, opéra-comique en trois actes et quatre tableaux, de Clairville, Théâtres des Folies-Dramatiques, Paris, 1851 (lire en ligne sur Gallica).
- avec Alfred Delacour et Victor Wilder, Fatinitza, opéra-comique en trois actes, 1879.
- La Police noire : drame en 5 actes et 6 tableaux, Paris, théâtre de Cluny, 28 février 1878, A. Allouard, 1878.
- avec Marc Fournier et Jules Lermina, Turenne : drame en cinq actes, Paris, théâtre de l'Ambigu-Comique, 1880.
- avec Eugène Grangé, Le Mariage de Groseillon, pièce de carnaval en trois actes, Théâtre des Nouveautés, 1881.
- avec Victor Bernard et Paul Burani, La Reine des Halles, opéra-bouffe en 3 actes et 4 tableaux, Paris, Théâtre des Menus-Plaisirs, 1851.
- avec Jules Lermina, La Criminelle, drame en quatre actes théâtre de la Gaîté, 1882.
- Lysimaque, tragédie lyrique, 1882.
- avec Jules Lau-Lusignan La Nuit de la Saint-Jean, opéra comique, 1882.
- avec Jules de Gastyne, Le Rêve de Malitou, vaudeville en trois actes, Théâtre Déjazet, 13 janvier 1885, Édouard Dentu.
- avec Ernest Gadot, Les Petites Manœuvres, comédie en trois actes, Théâtre des Menus-Plaisirs, 1886.

## Adaptations

### Adaptations au cinéma
- 1911 : Le Courrier de Lyon ou L'Attaque de la malle-poste d'Albert Capellani

### Adaptations à la télévision
- 1964 : Célimare le bien-aimé, d'Alfred Delacour et Eugène Labiche (1863), téléfilm de René Lucot
- 2009 : La Cagnotte, d'Alfred Delacour et Eugène Labiche (1864), téléfilm de Philippe Monnier avec Marie-Anne Chazel, Eddy Mitchell et Philippe Chevallier.